# Prionodura newtoniana
El pergolero dorado  (Prionodura newtoniana) es una especie de aves paseriforme de la familia Ptilonorhynchidae. Es la única especie de su género.

## Distribución
Es una especie de ave endémica de Australia.